# Laigueglia
Laiguèglia (, Laiguea o L’Aigheuja in ligure [lejˈɡøjja], Laigueggia in genovese; anticamente conosciuta come Lingueglia e Languelia) è un comune italiano di 1 671 abitanti della provincia di Savona in Liguria.

## Geografia fisica

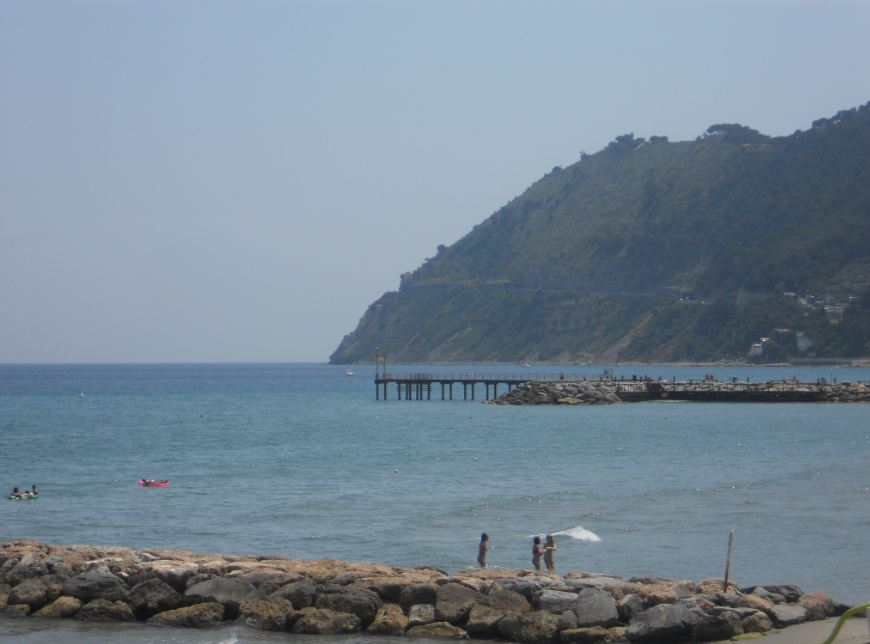
Il promontorio di Capo Mele

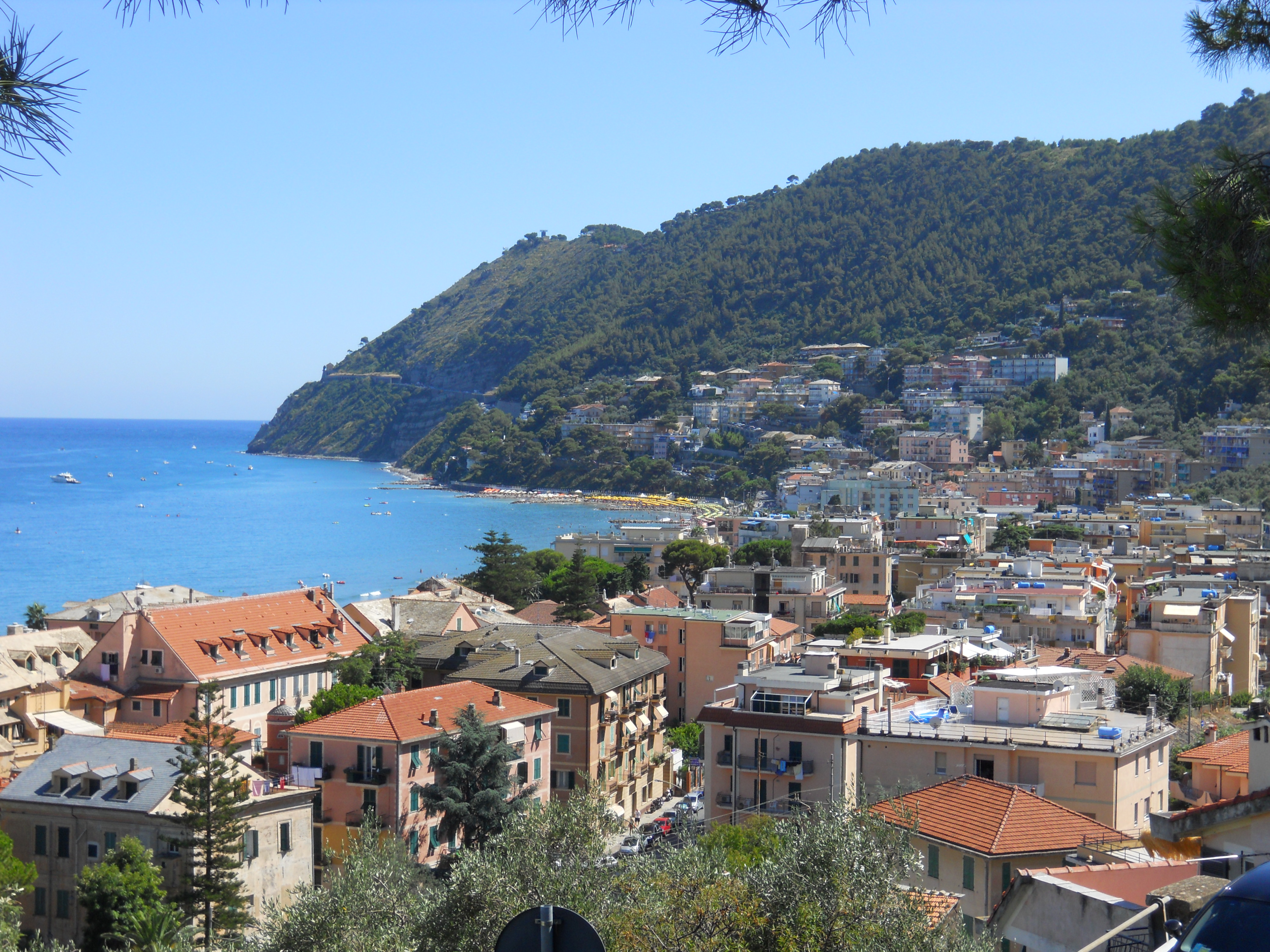
Panorama e Capo Mele

Laigueglia è un piccolo borgo di mare, simile a molti paesi della Liguria, circondato dai comuni di Alassio e Andora e dal mar Ligure ad est. Esso si estende sulla costa della Riviera Ligure di Ponente, presso la baia del Sole, delimitata tra Capo Santa Croce e Capo Mele. Per la superficie territoriale - 2,72 km2 - è l'ente comunale più piccolo della provincia savonese.

## Storia
Secondo alcune supposizioni storiche l'origine del termine Laigueglia deriverebbe dal nome Aquilia, quest'ultimo derivante dall'insegna delle legioni dell'Impero romano - l'aquila - che qui attraversavano questo tratto di ponente ligure lungo la via Iulia Augusta. La zona dall'XI secolo fu in possesso dei monaci benedettini dell'abbazia di San Martino dell'isola Gallinara assieme a tutto il territorio ingauno. Tuttavia, le prime testimonianze scritte del territorio laiguegliese risalirebbero al XII secolo quando, dopo essere stato compreso nel Contado di Albenga, il feudo firmò nel 1191 un giuramento di fedeltà verso la Repubblica di Genova, che sottopose per suo conto ad un locale podestà la gestione amministrativa, economica e giuridica del borgo.
Abitato per lo più da pescatori, tra i secoli XII e XIII il territorio di Laigueglia subì una forte immigrazione di abitanti catalani che qui si stanziarono con le loro famiglie e contribuendo alla già locale raccolta del corallo lungo il promontorio di Capo Mele. Per tutto il XV secolo e quello successivo il borgo costiero conobbe una fiorente attività legata alla marineria e al commercio e conseguentemente fu spesso preda degli assalti pirateschi, come peraltro accadde in molte località della riviera ligure. Tra gli sbarchi più efferati e disastrosi quelli compiuti dall'ammiraglio turco Dragut e da Khayr Al Din, detto il Barbarossa. Quest'ultimo, ammiraglio al servizio dell'imperatore Solimano, tentò l'attacco all'indifeso borgo di Laigueglia nel corso del 1543 sottoponendo la cittadina ad un furioso cannoneggiamento dal mare; furono le navi genovesi a scacciare la flotta turca, mentre gli abitanti avevano già preventivamente cercato rifugio lungo le colline e l'entroterra. Lo sbarco a terra fu invece più fortunoso al Dragut, nel 1546, che depredò il borgo e facendo un buon numero di ostaggi tra l'inerme popolazione: solo l'intervento del capitano Giulio Berno di Alassio portò ad un epilogo meno tragico dell'episodio piratesco.

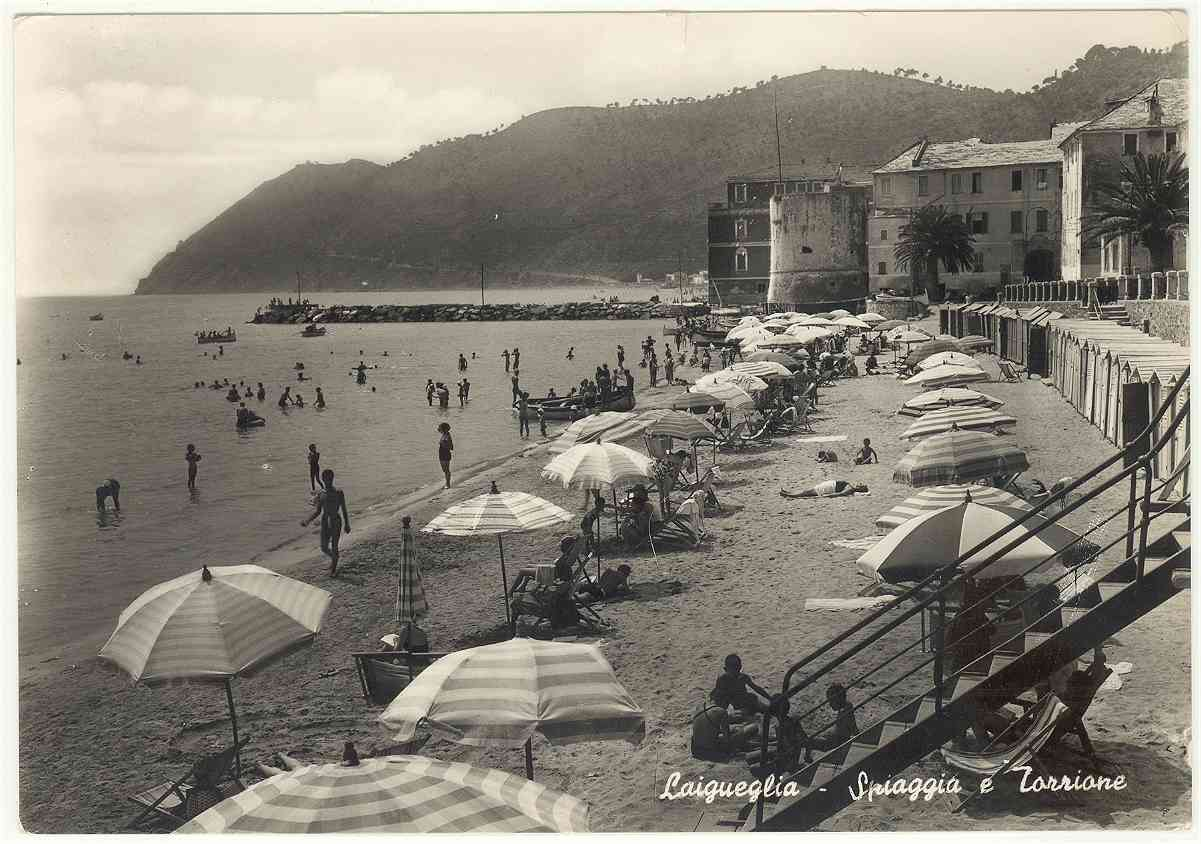
Laigueglia in una foto della metà del Novecento

A seguito di questi episodi e di altri assalti lungo le coste del levante e del ponente ligure, il Senato della Repubblica di Genova promosse nei suoi territori una nuova politica di avvistamento e di difesa delle Riviere invitando le varie località costiere a munirsi di torri, di bastioni e di cinte murarie; a questo periodo risalirebbero i tre torrioni di Laigueglia, di cui solo quello lungo la marina è l'unico superstite. Anche il Seicento fu per il piccolo borgo laiguegliese un secolo proficuo nel settore commerciale-marittimo dove si assistette ad un accrescere del trasporto di olio d'oliva, di granaglie e di vino, con un traffico di oltre 100 bastimenti al mese. Pure l'andamento demografico vide un aumento considerevole della popolazione grazie ad un fenomeno migratorio dalla vicina Andora.
Caduta la Repubblica di Genova, la nuova municipalità di Laigueglia rientrò dal 2 dicembre 1797 nel Dipartimento del Letimbro, con capoluogo Savona, all'interno della Repubblica Ligure. Dal 28 aprile del 1798 fece parte del II cantone, come capoluogo, della Giurisdizione del Capo delle Mele e dal 1803 centro principale del V cantone di Alassio nella Giurisdizione degli Ulivi. Annesso al Primo Impero francese dal 13 giugno 1805 al 1814 fu inserito nel Dipartimento di Montenotte.
Violento fu il bombardamento navale del 27 giugno 1812 da parte della flotta inglese contro l'esercito francese; il tentativo di sbarco fu respinto grazie al valore dei laiguegliesi ed al sacrificio del comandante del battaglione del 52º fanteria di linea Beniamino Garnier, decorato della Legione d'Onore e che trovò la morte accanto al fuciliere Giuseppe Burle sotto la loggia della chiesa dell'Immacolata Concezione.
Nel 1815 fu inglobato nella provincia di Albenga del Regno di Sardegna, così come stabilì il Congresso di Vienna del 1814, e successivamente nel Regno d'Italia dal 1861. Dal 1859 al 1926 il territorio fu compreso nel VI mandamento di Alassio del circondario di Albenga facente parte della provincia di Genova; nel 1927 con la soppressione del circondario ingauno passò, per pochi mesi, nel circondario di Savona e, infine, sotto la neo costituita provincia di Savona.
Nel periodo dell'occupazione tedesca e della Repubblica Sociale Italiana, anche Laigueglia fu colpita dalle persecuzioni antiebraiche con l'arresto il 14 aprile 1944 di Egidio Pavia, persona ben conosciuta e stimata in paese dove lavorava come farmacista. Morirà ad Auschwitz.
Dal 1973 al 31 dicembre 2008 ha fatto parte della Comunità montana Ingauna.

### Simboli
Stemma
Gonfalone

Lo stemma ufficiale e il gonfalone sono stati approvati con l'apposito decreto del presidente della Repubblica datato al 23 febbraio del 1952.. 

## Monumenti e luoghi d'interesse

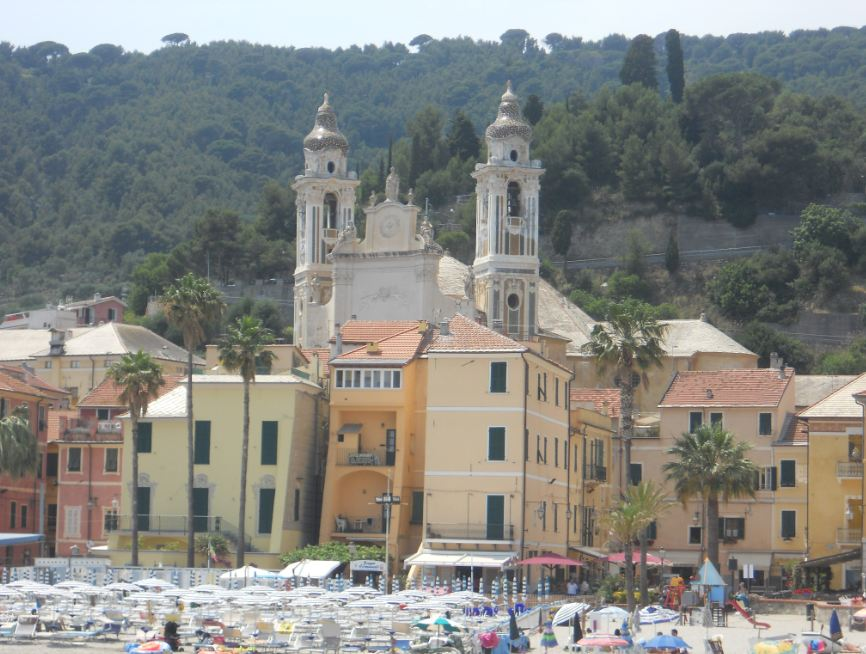
La chiesa parrocchiale di San Matteo

### Architetture religiose
- Chiesa parrocchiale di San Matteo nel centro storico di Laigueglia. Eretta in stile barocco tra il 1754 e il 1783 è fiancheggiata da due piccoli campanili gemelli sormontati da cupole di maiolica colorata. Al suo interno sono conservati, oltre al tabernacolo e un'acquasantiera di marmo del XVI secolo, pregiati dipinti di pittori genovesi del Cinquecento e del Seicento
- Oratorio di Santa Maria Maddalena nel centro storico di Laigueglia. Annesso direttamente alla parrocchiale, ad est, si trova l'oratorio di Santa Maria Maddalena, a pianta rettangolare, costruito tra il 1616 e il 1634 nello stesso luogo dove sorgeva, nel Cinquecento, la sede di una Confraternita dei Disciplinanti. Tra le opere all'interno vi sono una pala di Domenico Piola del 1676, raffigurante la Maddalena penitente assistita dagli angeli, una statua rappresentante Cristo morto e un altro dipinto, abbastanza deteriorato, con la Vergine fra san Pietro e sant'Antonio Abate. È inoltre presente un grande crocifisso del Seicento con ornamenti d'argento alle estremità dei bracci. Completano l'arredo dell'oratorio due file di panconi laterali del Seicento e una cantoria del Settecento
- Chiesa dell'Immacolata Concezione a Laigueglia, del 1661
- Chiesa di San Sebastiano, all'interno del cimitero laiguegliese, già sede del locale lazzaretto per le truppe di passaggio e per i marinai posti in quarantena
- Chiesetta della Madonna del Carmine a Laigueglia, costruita nel 1648
- Cappella di Santa Maria a Laigueglia
- Santuario di Nostra Signora delle Penne, presso uno sperone del promontorio di Capo Mele, edificato dalla comunità catalana nel corso del XVII secolo

### Architetture militari

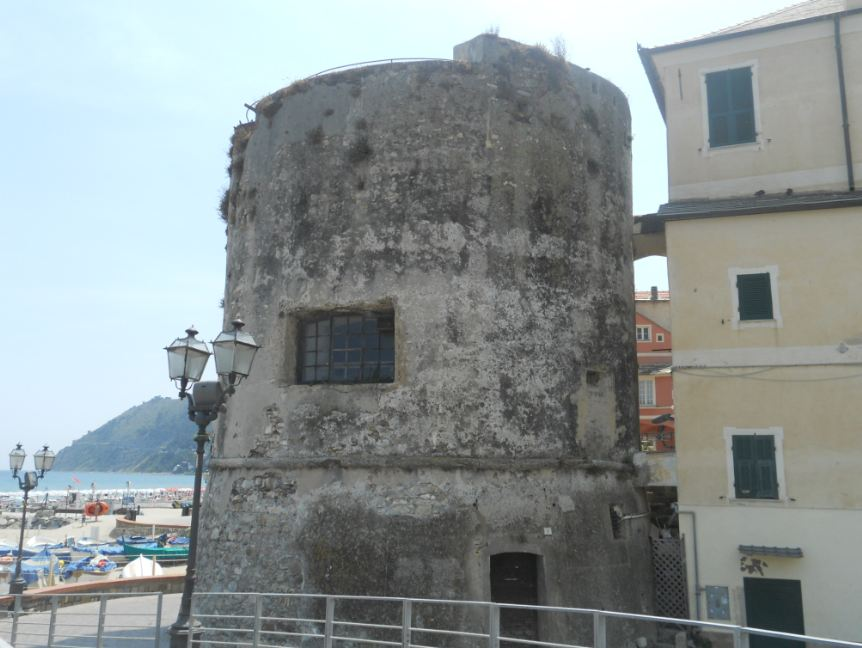
Torrione cinquecentesco

Le frequenti incursioni piratesche a Laigueglia e lungo il territorio della Repubblica di Genova costrinsero molte località della costa a dotarsi di postazione d'avvistamento e di difesa. Proprio sulla riva del mare resta soltanto uno dei tre torrioni cinquecenteschi edificati a Laigueglia, quello denominato "il Baluardo" o "Bastione di Levante".
Gli altri due, rispettivamente "del Giunchetto" presso il promontorio di Capo Mele e "di Mezzo", furono demoliti per ordine napoleonico il primo, per far passare la nuova strada carrozzabile lungo la costa, ed il secondo per far posto a palazzo Rosso.

## Società

### Evoluzione demografica
Abitanti censiti

### Etnie e minoranze straniere

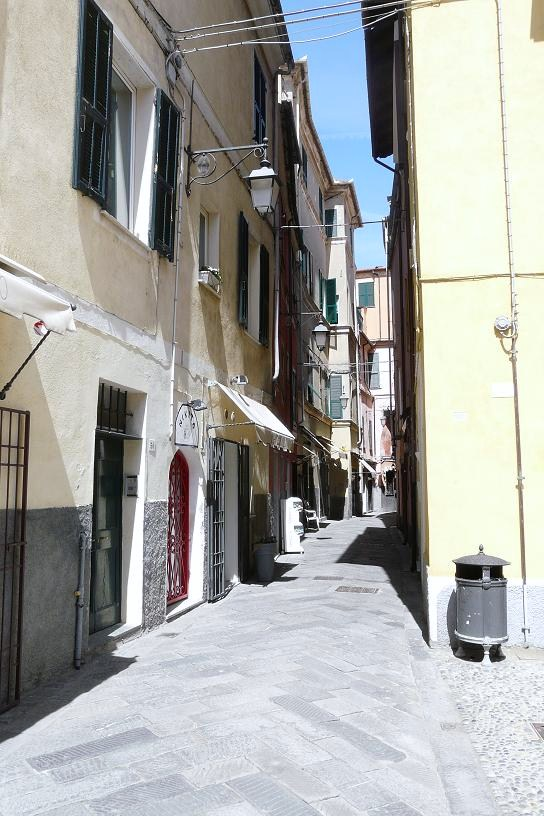
Scorcio del centro storico laiguegliese

Secondo i dati Istat al 31 dicembre 2019, i cittadini stranieri residenti a Laigueglia sono 173, così suddivisi per nazionalità, elencando per le presenze più significative:
1. Marocco, 31
2. Romania, 23
3. Albania, 20
4. Austria, 1

## Cultura

### Media

#### Musica

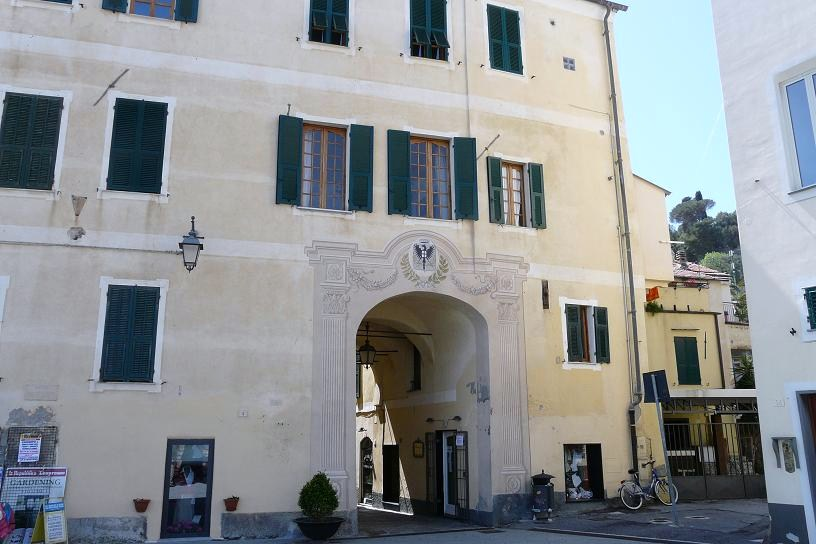
Palazzo del centro storico

Nell'album "Un incontro in jazz" di Gino Paoli viene eseguito un brano dal titolo Canzone di Laigueglia, composto da Rosario Bonaccorso con parole dello stesso Paoli.

### Cinema
A Laigueglia sono state girate alcune scene del film Inkheart - La leggenda di cuore d'inchiostro del 2008 di Iain Softley e con protagonisti Brendan Fraser, Andy Serkis, Helen Mirren, Jim Broadbent e Paul Bettany.

### Cucina
Oltre ai piatti e prodotti tipici della cucina ligure, la gastronomia di Laigueglia contempla diversi prodotti culinari come i frisciöi de gianchetti (frittelle di bianchetti), le fritture di zerri e totani e zuppe di pesce pescato nel golfo di Capo Mele.
Tra i dolci i baci di Laigueglia a base di cioccolato, il pane del marinaio (o del pescatore), i marunsìn (biscotti duri a base di mandorle), é paste d'amandùa, é papuétte è treïe (dolci a base di mandorle ricoperte di glassa con la caratteristica forma di paperetta e triglia) e frittelle dolci a base di farina e uvetta dette balette de San Maté, queste ultime preparate per le festività patronali in onore di san Matteo.

### Eventi

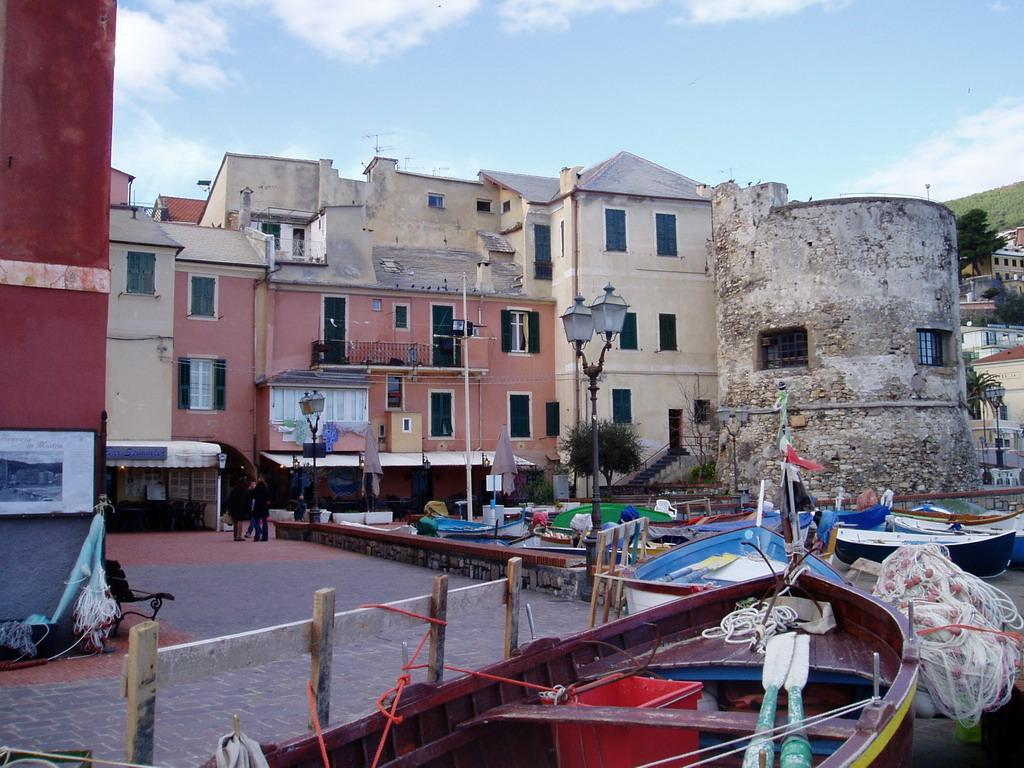
Scorcio del litorale laiguegliese

- "Sbarco dei Saraceni", a fine luglio o i primi quindici giorni di agosto. La manifestazione è una rievocazione storica in costume, nata alla metà degli anni settanta del XX secolo, di un fatto realmente accaduto il 25 luglio 1546 durante l'assalto dell'ammiraglio turco Dragut.
- "Percfest", la seconda settimana di giugno, festival jazz internazionale per percussionisti.
- "Queste piazze davanti al mare", rassegna di musica d'autore, presentazione libri e diffusione della cultura popolare.
- "Il salto dell'acciuga", a metà ottobre durante il weekend. Il nome fa riferimento al libro "Il salto dell'acciuga" di Nico Orengo. Concerti, letture, street food di pesce (prevalentemente a base di acciughe), workshop e musica costituiscono le attività principali.
- "Trofeo Laigueglia", corsa in linea maschile di ciclismo su strada, nel 2013 ha compiuto 50 anni. Tra i vincitori delle edizioni Eddy Merckx, Roger De Vlaeminck, Giuseppe Saronni, Lance Armstrong, Johan Museeuw, Michele Bartoli, Filippo Pozzato, Alessandro Ballan.

## Economia

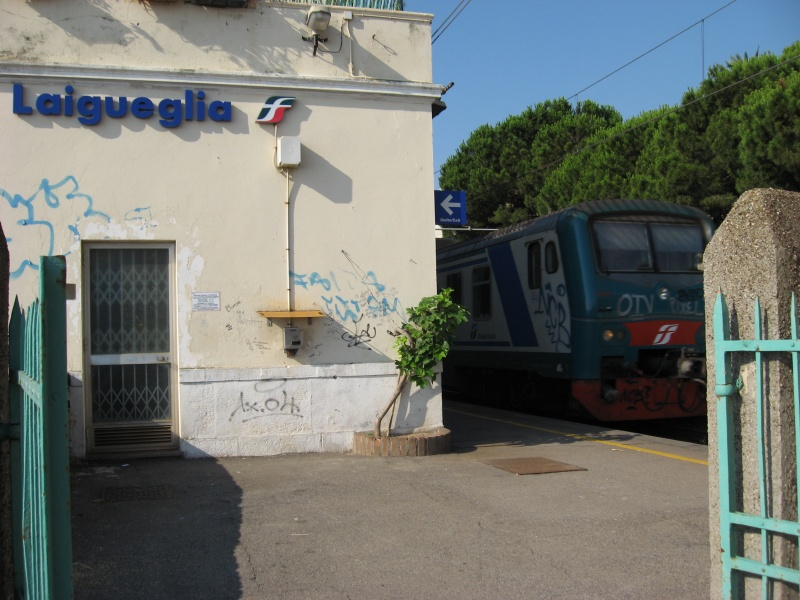
La stazione ferroviaria di Laigueglia

Laigueglia basa la sua attività prevalente sul turismo e sulla pesca locale. È dotata di numerosi alberghi, ristoranti, bar, stazioni balneari, campeggio. Sulle colline è presente una rigogliosa macchia mediterranea, alternata a coltivazioni di ortaggi e frutta.
La località ha ottenuto dalla FEE-Italia (Foundation for Environmental Education) il conferimento della bandiera blu per la qualità delle sue spiagge.
Il comune è stato recensito come uno dei borghi più belli d'Italia.

## Infrastrutture e trasporti

### Strade
Il territorio di Laigueglia è attraversato principalmente dalla strada statale 1 Via Aurelia che permette il collegamento stradale con Alassio, ad est, e con Andora sul versante opposto.

### Ferrovie
Laigueglia è dotata di una stazione ferroviaria sulla linea ferroviaria Ventimiglia-Genova nel tratto locale compreso tra Ventimiglia e Savona.

## Amministrazione

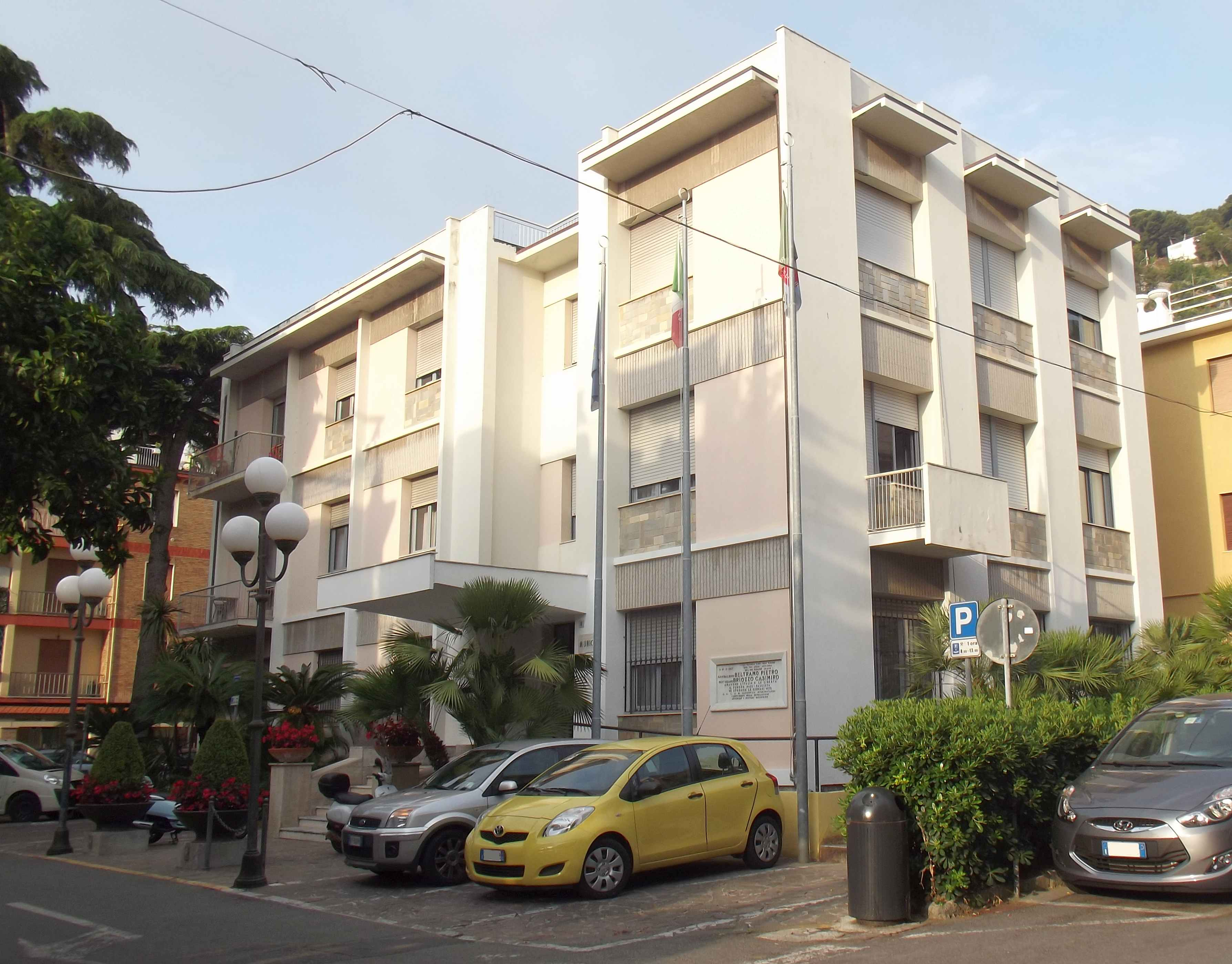
Il municipio

| Periodo          | Periodo         | Primo cittadino         | Partito                            | Carica      | Note   |
| ---------------- | --------------- | ----------------------- | ---------------------------------- | ----------- | ------ |
| 23 aprile 1987   | 18 maggio 1990  | Vincenzo Maglione       | Democrazia Cristiana               | Sindaco     |        |
| 18 maggio 1990   | 24 aprile 1995  | Gerolamo Maglione       | Democrazia Cristiana               | Sindaco     |        |
| 24 aprile 1995   | 14 giugno 1999  | Silvano Montaldo        | lista civica di centro-destra      | Sindaco     |        |
| 14 giugno 1999   | 14 giugno 2004  | Silvano Montaldo        | Forza Italia                       | Sindaco     |        |
| 14 giugno 2004   | 26 ottobre 2007 | Giuseppe Giuliano       | lista civica                       | Sindaco     | [ 16 ] |
| 21 novembre 2007 | 14 aprile 2008  | Paolo Martino           |                                    | Vicesindaco | [ 17 ] |
| 15 aprile 2008   | 27 maggio 2013  | Franco Maglione         | Uniti per il domani (lista civica) | Sindaco     |        |
| 27 maggio 2013   | 10 giugno 2018  | Franco Maglione         | Uniti per il domani (lista civica) | Sindaco     |        |
| 10 giugno 2018   | 15 maggio 2023  | Roberto Sasso Del Verme | Lega Nord                          | Sindaco     |        |
| 15 maggio 2023   | in carica       | Giorgio Manfredi        | Amo Laigueglia (lista civica)      | Sindaco     |        |

### Gemellaggi
Laigueglia è gemellata con:
- Höhr-Grenzhausen, Germania, dal 1972
- Semur-en-Auxois, Francia, dal 2000
- La Thuile, Valle d'Aosta, dal 2013

## Sport
Laigueglia è celebre per ospitare nel mese di febbraio il Trofeo Laigueglia, corsa ciclistica di apertura del calendario ciclistico italiano.
Il 6 settembre 2011 nella cittadina si è conclusa dopo 170 km la prima tappa (Paesana-Laigueglia) della prima edizione del Giro di Padania.